# Иакинф (Карпинский)
Архимандрит Иакинф (в миру Яков Иванович Карпинский; 1723, Красный Кут — 29 ноября (10 декабря) 1798, Москва) — архимандрит Новоспасского монастыря в Москве.

## Биография
Сын священника Воздвиженской церкви села Черкасского-Поречного Судженского уезда.
Обучался вначале в Курской и Белогородской семинарии до пиитики, затем окончил Харьковский коллегиум и продолжил обучение в Киевской академии в 1735—1744 годах. После того в разных училищах был учителем разных классов. Среди учёных монахов слыл «Цицероном».
В 1744 году пострижен в монашество в Харьковском Покровском училищном монастыре. Был префектом в Харьковском коллегиуме.
В 1744—1757 годы преподавал в Харьковском коллегиуме (с 1751 года — префект).
С 1757 года, по посвящении в архимандриты, Иакинф был настоятелем ряда монастырей: Дмитровского Борисо-Глебского (1757), Переяславского Данилова, Севского Преображенского, Рыльского Николаевского (1767—1771), Коломенского Голутвина (1771—1774), Новгородского Вяжицкого (1774), Кирилло-Белозерского, Новгородского Юрьева (с 27 июня 1792), Московского Донского (с 23 апреля 1795), и наконец Московского Ново-Спасского (с 1797).
В продолжение всех этих перемен был он ректором в семинариях: Переяславской, Коломенской (с 1772--?), Кирилло-Белозерской, Вологодской и Новгородской.
С 12 мая 1794 года был членом Московской конторы Святейшего синода.
Причиной частых переводов и незначительного, в сравнении с его знаниями и опытом, роста по службе являлся, по-видимому, вспыльчивый и неуживчивый характер архимандрита, его чрезмерное честолюбие. Знавший в 1760-е годы Иакинфа Г. И. Добрынин называл причиной неполучения тем архиерейства низкий рост и высокий ум.
Оказывал покровительство Ювеналию (Воейкову), который жил у него в Новоспасском монастыре после увольнения по болезни.
Деятельность Иакинфа Карпинского вызывала неоднозначную оценку как у его современников, так и в последующие времена. В исторической литературе второй половины XX века его деятельность, как правило, оценивается негативно.

## Сочинения
Известен своим курсом догматики («Compendium theologiae dogmatico-polemicae», издан в 1786, 1790, 1810 годах), бывшим долгое время учебником в семинариях, и проповедями, вошедшими в книгу «Поучительные слова, в разные времена сказанные Кирилло-Белозерским архимандритом Иакинфом Карпинским» (СПб., 1782).
В «Поучительных словах» Карпинский выступает открытым сторонником российского самодержавия, которое возводит к Рюрику и считает дающим больше возможностей для реализации свобод, чем республика. Книга включает в себя 21 проповедь Иакинфа, произнесенные им с 1771 по 1781 год.
В 1782 году закончил начатый Давидом Нащинским перевод на латинский язык трактата Феофана Прокоповича «Об иге неудобоносимом», который издал в Лейпциге.
Под наблюдением Иакинфа Ювеналием Воейковым составлено «Описание Московского Новоспасского монастыря» (1802).
Другие его сочинения хранятся в рукописях в библиотеке Санкт-Петербургской духовной академии.